# Francesco Prospero Antonini
Francesco Prospero Antonini (Udine, 2 febbraio 1809 – Firenze, 19 dicembre 1884) è stato uno storico, patriota e magistrato italiano.

## Biografia
Della nobile famiglia degli Antonini, fu membro del governo provvisorio del Friuli (1848). Tra il 1853 e il 1866 fu uno dei più attivi capi dei patrioti esuli in Piemonte. 
Dal 1866 divenne senatore del Regno d'Italia. Scrisse inoltre opere storiche e letterarie sul Friuli (Il Friuli orientale, 1865; Del Friuli, 1873).